# 최애가 부도칸에 가 준다면 난 죽어도 좋아
《최애가 부도칸에 가 준다면 난 죽어도 좋아》(일본어: 推しが武道館いってくれたら死ぬ)는 하라오 아우리가 지은 일본의 만화이다. 월간 COMIC 류(토쿠마 쇼텐)에서 2015년 8월호부터 연재되고 있으며, 단행본으로는 2022년 9월 기준으로 9권까지 나왔으며, 한국어판은 대원씨아이에서 간행하고 있다. 2020년 1월 10일부터 3월 27일까지 TV 애니메이션화로 방영되었다. 2022년 10월 9일부터 12월 26일까지 아사히 방송의 드라마 L에서 TV 드라마로 방영되었다.

## 줄거리
오카야마현에서 활동하는 마이너 지하 아이돌 'ChamJam'. 그 중 내성적이고 낯을 많이 가리는 인기 최하위 멤버 '마이나'.
하지만 모든 인생을 걸고 마이나를 응원하는 열광적인 팬이 있다. 수입은 마이나에게 다 바치기 때문에, 자신은 항상 고교 시절 입던 빨간 체육복. 너무 사랑한 나머지 라이브 중에 코피를 푸확 쏟는… 전설적 아가씨 '에리피요'씨!
마이나가 부도칸 무대에 서는 날까지… 에리피요의 온 힘과 영혼을 다한 아이돌 오타쿠 활동은 계속된다.